# Blue Eagle

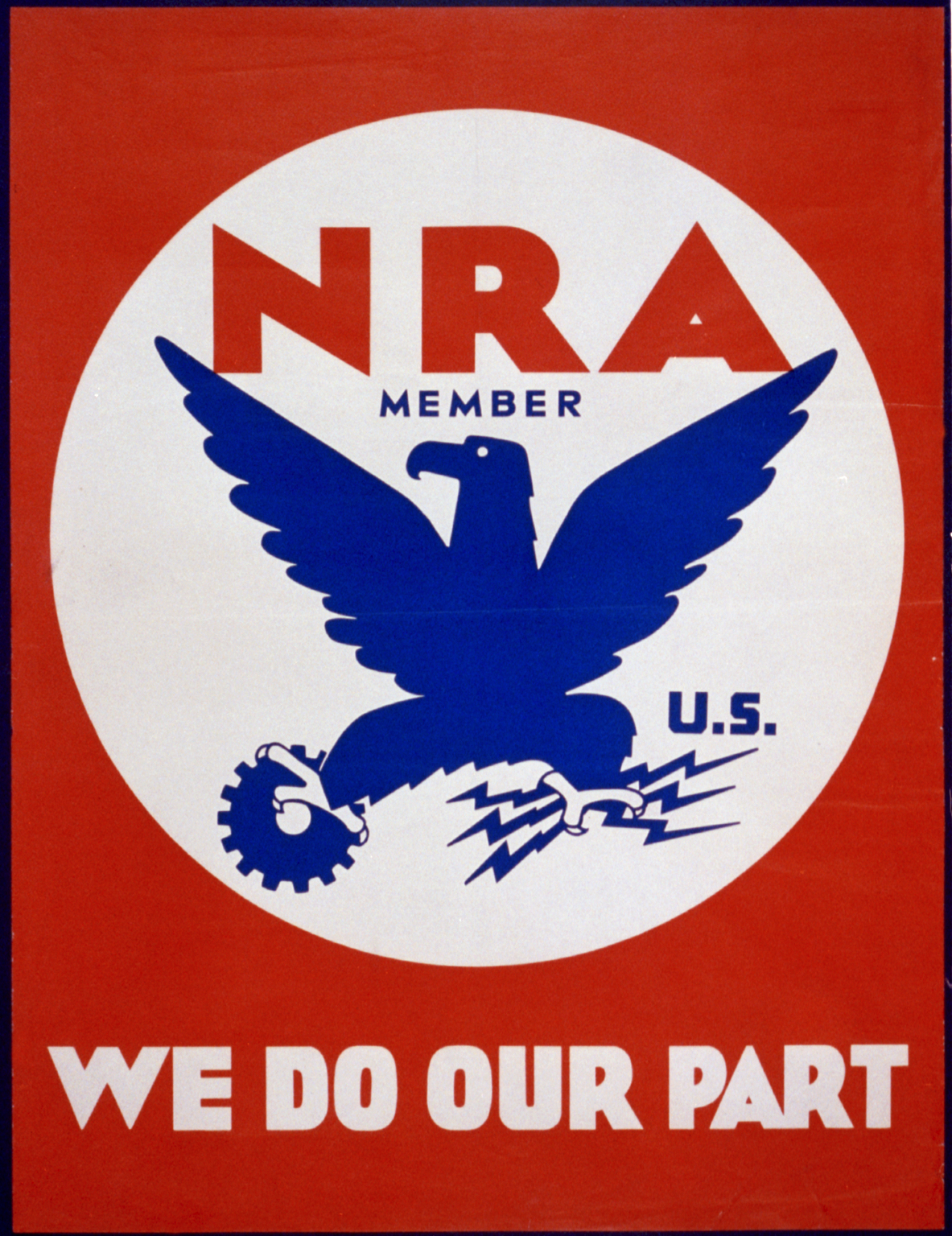
Blue Eagle

Blue Eagle fue un símbolo que se utilizó en los Estados Unidos para demostrar el cumplimiento de la National Industrial Recovery Act.

## Historia
Fue proclamado el símbolo de la recuperación industrial el 20 de julio de 1933 por Hugh Samuel Johnson, director de la National Recovery Administration. Las empresas solo podían exhibir el logotipo si cumplían con las normas laborales exigidas por la NIRA, incluyendo el aumento del salario por hora y la jornada laboral máxima. El objetivo del presidente Franklin D. Roosevelt era que los consumidores solo compraran en tiendas que exhibieran el águila y evitaran las que no lo hicieran. Con esto, Roosevelt esperaba que las tiendas que no cumplieran con las políticas de la NRA cambiaran su postura, o se arriesgarían a sufrir una «muerte económica» como resultado.
Todas las empresas que aceptaron el acuerdo de reempleo del presidente Franklin D. Roosevelt o un código especial de competencia leal podían exhibir un cartel con el águila azul junto con el anuncio: «Miembro de la NRA. Hacemos nuestra parte». Además, los fabricantes comenzaron a colocar el logotipo en los envases de sus productos y otros anuncios, y el águila aparecía en etiquetas de ropa, paquetes de alimentos, etiquetas de cigarros, cajas de fruta, partituras, maquinillas de afeitar y cintas de máquina de escribir. Cuando se introdujo el símbolo del águila, trajo consigo una oleada de esperanza para las empresas y las personas que luchaban por sobrevivir a la Gran Depresión. Poco después de establecerse las normas de la NRA, más de 10 000 empresas solicitaron el derecho a exhibir el símbolo en sus escaparates, comprometiéndose a apoyar el programa. Johnson decidió organizar una campaña con el fin de obtener apoyo para el movimiento; si bien al principio funcionó, el apoyo disminuyó con el tiempo. Lo que comenzó como un apoyo masivo a la NRA y al símbolo del águila que la acompañaba se convirtió en resentimiento y desaprobación, especialmente de los negocios que fueron boicoteados porque se negaron a exhibir el símbolo en sus escaparates.
Algunos reportes aseguran que Charles T. Coiner fue el autor del diseño del águila, sin embargo, Hugh Samuel Johnson realizó originalmente el bosquejo basado en una idea utilizada por la War Industries Board durante la Primera Guerra Mundial. El águila sostiene un engranaje en su pata derecha que simboliza la industria, y en la izquierda varios relámpagos como símbolo de poder.